# Thiesel von Daltitz

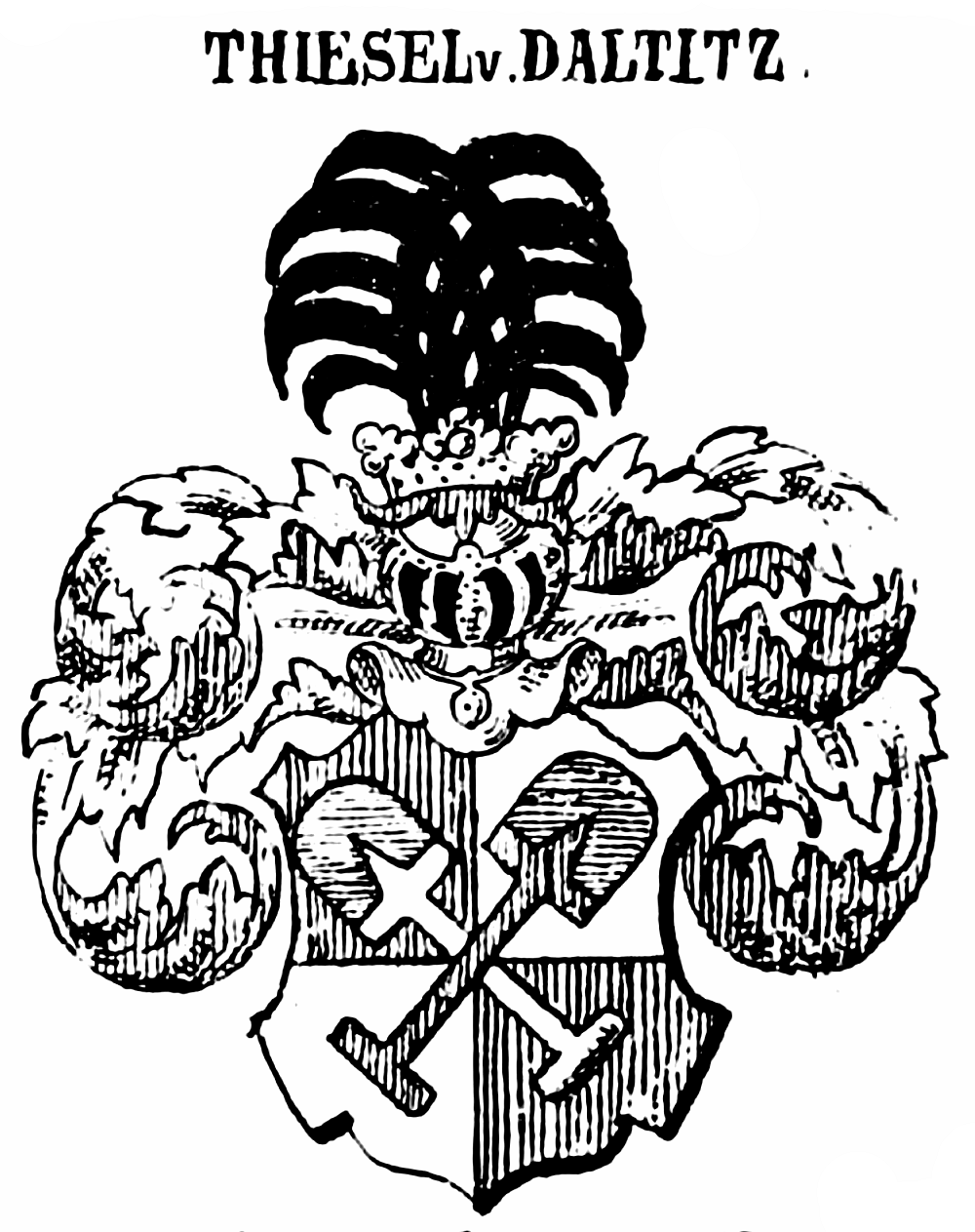
Wappen derer Thiesel von Daltitz

Thiesel von Daltitz auch Thüsel, Thüssel, Tiesel, Tießel, Tüsel oder Tyßl, sowie von Taltitz ist der Name eines erloschenen preußischen, ursprünglich vogtländischen Adelsgeschlechts.

## Geschichte
Das Geschlecht nimmt seinen Ursprung im Vogtland, nennt sich nach dem dortigen Taltitz. Von dort hat sich die Familie nach Böhmen ausgebreitet, wo bis 1599 das Dorf und Gut Neusattl in der Herrschaft Elbogen im Besitz von Jobst Tyßl von Daltitz war. Vor diesem war es zusammen mit Wintersgrün (1523) im Besitz des Sebastian Thüssel von Daltitz. Auch nach Schlesien konnte sich die Familie ausbreiten. Johann Balthasar von Tießel und Taltitz vertauschte sein Gut Mühlbach nach 1670 mit Kromlau (beide im Herzogtum Sagan) und verkaufte es vor November 1707 an Ludwig August von der Lochau. Weiterer Gutsbesitz bestand in Schlesien zu Alt- und Neu Schau (ggf.) bei Freystadt.
Um 1550 ist die Familie ins Samland übergesiedelt. Hier wurde der Rittmeister Sebastian Thiesel von Daltitz 1523 mit dem Rittergut Powayen belehnt, welches durchgängig bei der Familie verblieb. Die Hauptlinie, erloschen 1720, besaß Powayen (bis 1727 bei der Familie) und Kukehnen (bis 1752 bei der Familie) im Kirchspiel Zinten, eine Nebenlinie war zu Marklack begütert. Aus der Linie Schönrade, Kreis Heiligenbeil sind mehrere Söhne bekannt, zuletzt Carl Heinrich Thiesel von Daltitz, 1743 Kadett auf dem Kadettenhaus in Berlin, welche eine Offizierslaufbahn in der preußischen Armee bestritten. Seine Schwester, Helene Charlotte Thiesel von Daltitz († 2. November 1822), vermählte Majorin von Bültzingslöwen, beschloss den Stamm in Preußen.
In Ostpreußen waren Cammershöfen (Kämmershöfen), Domlitten, Klimken, Schönforst/Schönfürst und Wesselshöfen im Kreis Heiligenbeil, Dombrowken (1727) und Thieselswalde (1563–1727) im Kreis Oletzko, Petermanns im Kreis Rastenburg, sowie Erkritten, Medenau, Mossehnen (1725), Transau schließlich Wickiau im Kreis Fischhausen in Familienbesitz.

## Wappen
Das Wappen ist von Rot und Silber geviert und mit zwei ins Andreaskreuz gelegte, mit den blauen Eisen nach aufwärts gekehrten Spaten, deren Stiele und Griffe verwechselte Tingierungen haben, belegt. Auf dem Helm mit rot-silbernen Decken ein Busch schwarzer Hahnenfedern.